# Morgan Ridge
Morgan Ridge är en bergstopp i Antarktis. Den ligger i Östantarktis. Australien gör anspråk på området. Toppen på Morgan Ridge är 1 765 meter över havet.
Terrängen runt Morgan Ridge är lite kuperad. Trakten är obefolkad. Det finns inga samhällen i närheten.